# La Roche-sur-Yon (tổng)
Tổng La Roche-sur-Yon-Nord là một tổng, nằm ở tỉnh la Vendée trong vùng Pays de la Loire.

## Các xã
Tổng La Roche-sur-Yon-Nord bao gồm các xã sau:
- La Roche-sur-Yon (thủ phủ): 50 800 người (2005) dont 22 769 dans ce canton
- Mouilleron-le-Captif: 3 967 người (2005)
- Venansault: 3 877 người (2004)